# Wieblingen (Heidelberg)

Mapa da localização de Wieblingen em Heidelberg

Wieblingen é um distrito de Heidelberg, localizado ao leste da cidade, na margem esquerda do rio Neckar.

## História
Wieblingen foi explicitamente citado em 767 no Lorscher Codex, sob a denominação original Wibilinga.
Na década de 1920 Wieblingen tornou-se distrito de Heidelberg.

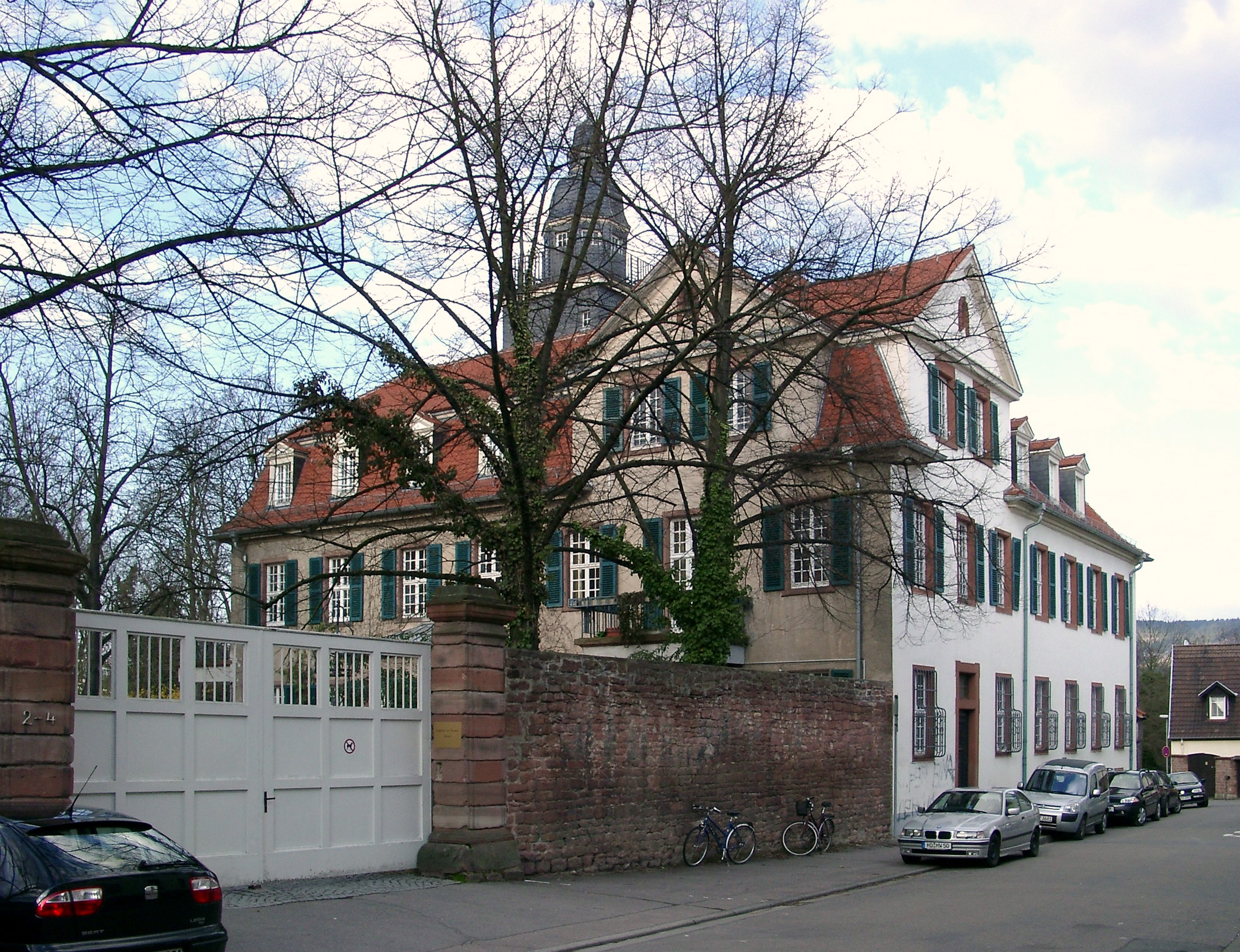
Escola Elisabeth-von-Thadden

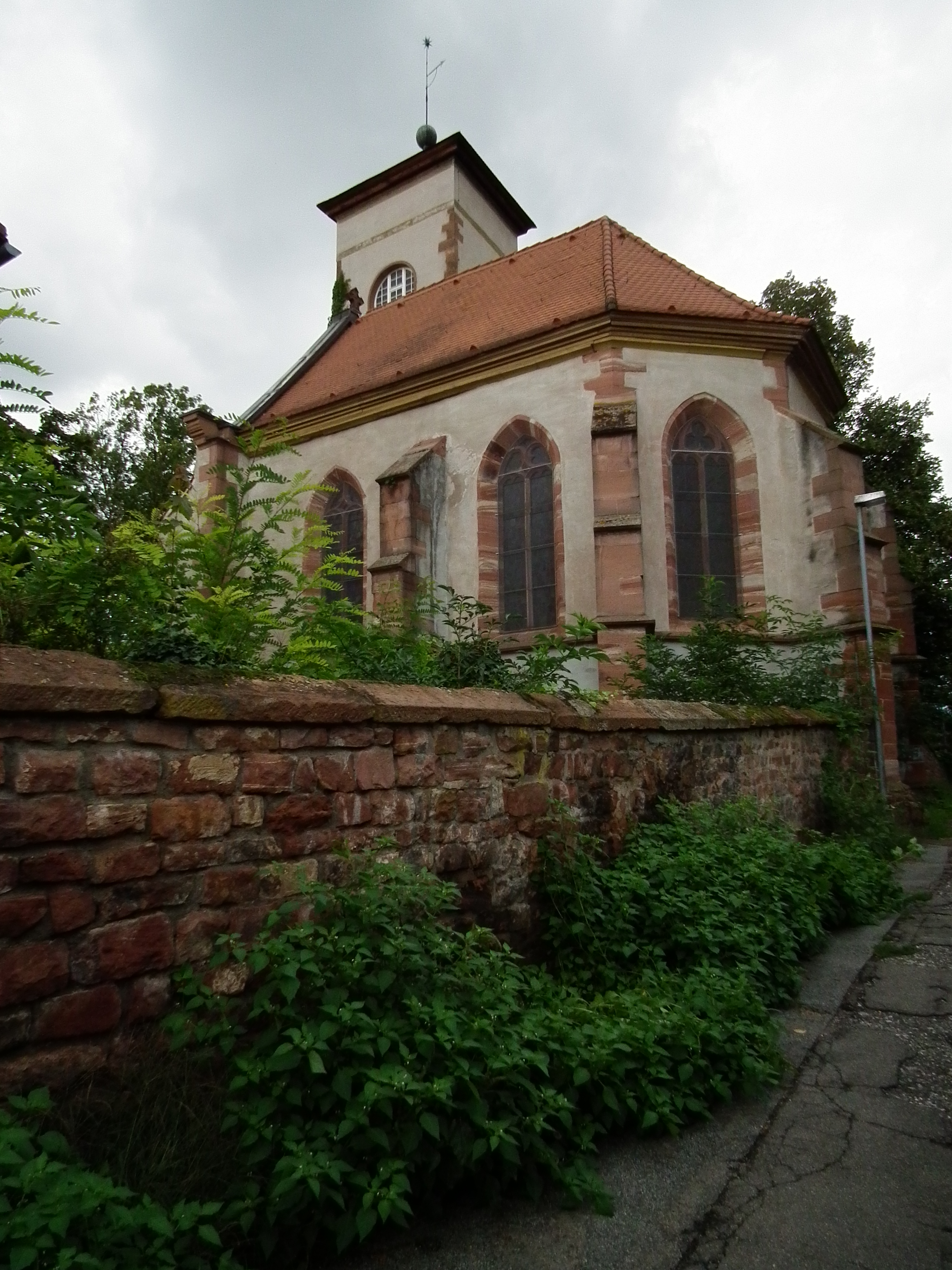
Antiga igreja da comunidade